# بهرام دوم
بهرام دوم یا وهرام دوم (به پارسی میانه: 𐭥𐭫𐭧𐭫𐭠𐭭 ت.ت. 'وَرَهْرانْ') یا بهرامِ بهرام در شاهنامه، پنجمین شاهنشاه ایران و انیران از خاندان ساسان در ایران‌شهر بود. او فرزند بهرام یکم بود و از ۲۷۴ تا ۲۹۳ پادشاهی کرد. بهرام دوم نخستین شاهنشاهی بود که با تصویر همسر و فرزندش سکه زد و در بیشتر سنگ‌نگاره‌هایش در کنار خانواده‌اش دیده می‌شود.
بهرام در سال‌های آغازین شاهنشاهی‌اش با شورش برادرش هرمز کوشانی و پسر عمویش هرمز سکستانی روبرو شد. در همین زمان بود که با شنیدن خبر جنگ داخلی در ایران، کاروس، امپراتور روم از فرصت بهره برد و به ایران لشکرکشی کرد. شورش یکی از فرقه‌های زرتشتی نیز در خوزستان در جریان جنگ داخلی و جنگ با روم روی داد. با این حال با مرگ امپراتور روم، بهرام با جانشین وی سازش کرد و پس از آن به سامان دادن به احوال داخلی شاهنشاهی خود پرداخت.
وی در سال ۲۹۳ درگذشت و فرزندش بهرام سوم جانشین او گردید. بهرام سوم پس از چند ماه فرمانروایی توسط نرسی، یکی از پسران شاپور یکم، برکنار شد.

## نام
نام بهرام ریخت پارسی جدیدِ واژه پارسی میانه «وهرام» یا «ورهران» است. بهرام ایزد پیروزی ایرانی است که نامش در اوستایی به شکل ورثرغنه ضبط شده‌است. این نام در ارمنی به صورت واهاگن و ورام، در سغدی وشن، در پارتی وریهرام و بلخی اُرلاگنو ضبط شده‌است. منابع یونانی نام این شاهنشاه را Baranes نوشته‌اند.

## به تخت‌نشینی

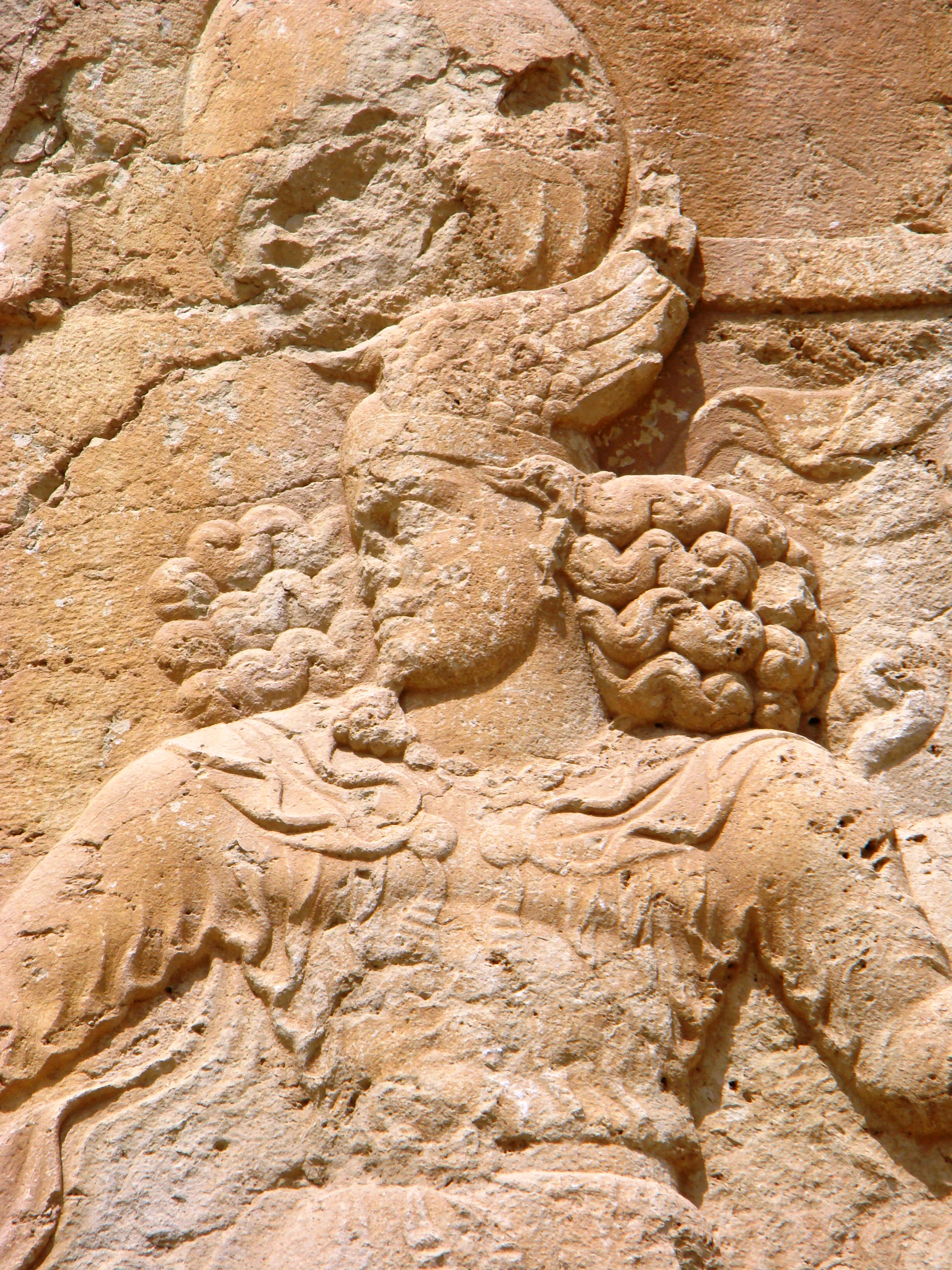
سنگ‌نگاره بهرام دوم در سرمشهد

بهرام برای مدت کوتاهی شهربان سیستان، سند و توران بود. این مناطق از نظر جغرافیایی بسیار از پایتخت شاهنشاهی فاصله داشتند و همین اداره آنان را برای دولت ساسانی سخت می‌کرد. پس از چند ماه حکومت بهرام دوم در شرق، پدرش درگذشت و او که هنوز یک نوجوان بود، به عنوان شاهنشاه بعدی برگزیده شد. احتمالاً دلیل اینکه بهرام به جای نرسه برتخت نشست، پشتیبانی کرتیر از او بود. با این حال به نظر نمی‌رسد که نرسه علیه بهرام دست به اقدام نظامی زده باشد.

## پادشاهی

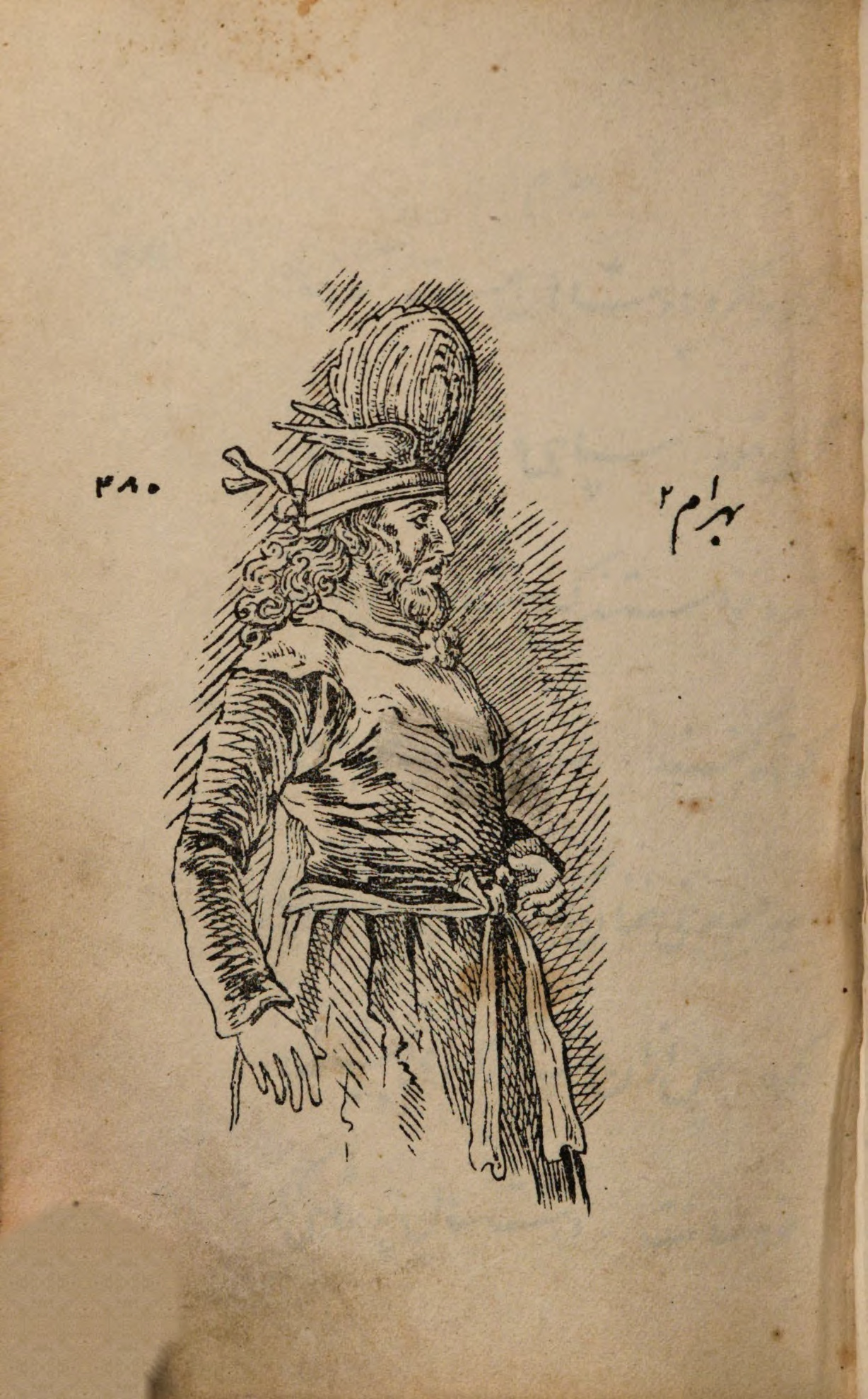
نگاره‌ای از بهرام دوم در نامهٔ خسروان

### جنگ‌ها
بهرام دوم در دوران چالش‌برانگیزی بر شاهنشاهی ساسانی فرمان راند. برادرش هرمز یکم کوشانشاه که فرماندار مناطق شرقی شاهنشاهی بود، چند سال پس از به تخت‌نشینی بهرام در تیسفون، شورش کرد. هرمز نخستین کوشانشاهی بود که به جای واژه ساده شاه، از عنوان کوشانشاهنشاه استفاده کرد که این خود نشانی از آن است که او خودش را جانشین شاهنشاهان کوشانی اعلام کرده‌است.
در جریان شورش هرمز کوشانی، یکی دیگر از شاهزادگان ساسانی و پسر عموی بهرام، یعنی هرمز سکستانی نیز سر به شورش برداشت. اوضاع برای بهرام با شورش یکی از موبدان در خوزستان بدتر هم شد؛ بحران تاج و تخت زمانی به اوج خود رسید که کاروس، امپراتور روم باتوجه به شنیدن خبر جنگ داخلی در ایران، در سال ۲۸۳ به سوی شرق لشکر کشید. او با این وعده به امپراطوری رم رسیده بود که ایران را مانند سر طاس خود از هرچه گیاه رستنی است خالی میکند. زمانی که بهرام در مرزهای شرقی ایران بود، امپراتور روم به مرزهای غربی حمله‌ور شد و بدون مقاومت چندانی وارد تیسفون گردید.
از آنجایی که شاهنشاه ساسانی درگیر شورش در شرق بود، نتوانست به خوبی از پس مبارزه با رومیان بر آید، ولی در همان زمان بود که کاروس، به گفته افسانه‌ها به دلیل برخورد صاعقه به او، درگذشت، ارتش روم تحت فرماندهی نومریان پسر کاروس بسعی کرد عملیات تهاجمی را ادامه بدهد ولی در نزدیکی حران از بهرام دوم شکست خورد و سپاه ساسانی با موفقیت میانرودان را پس گرفت.

### تحکیم شاهنشاهی

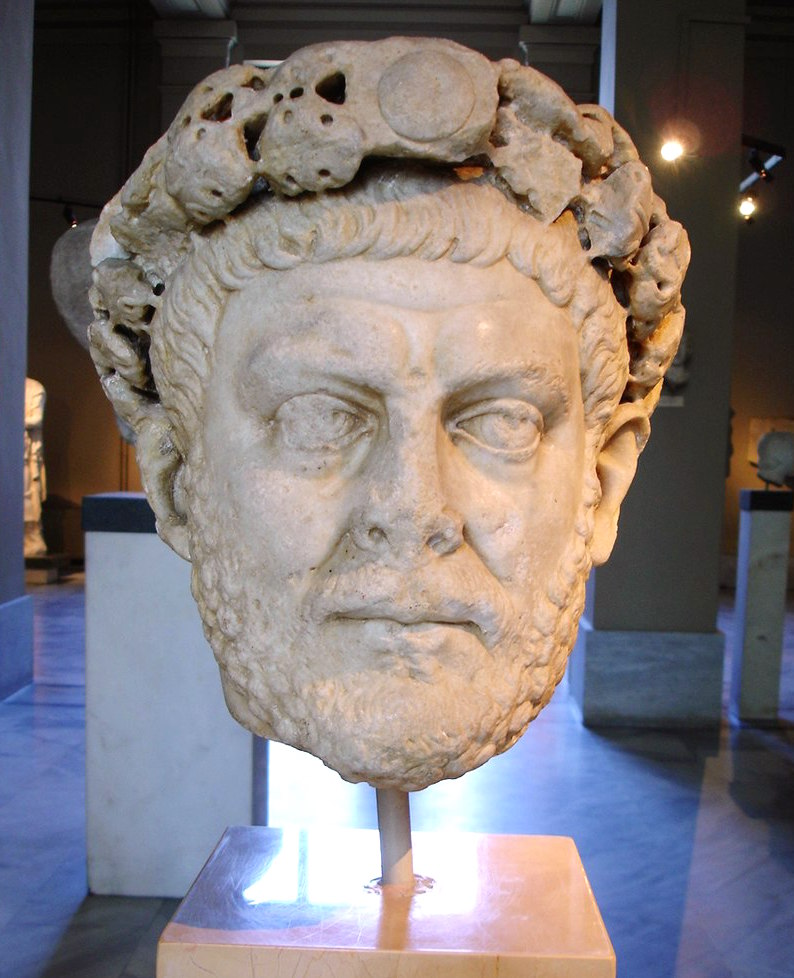
سردیس دیوکلتیان

بهرام با امپراتور نو روم، دیوکلتیان که او نیز درگیر مسائل داخلی امپراتوری‌اش بود، صلح کرد. به نظر می‌رسد که شرایط صلح این بود که ایران بخشی از غرب ارمنستان را در اختیار رومیان قرار دهد و بخش‌های باقی‌مانده آن سرزمین کماکان تحت فرمان نرسه باقی ماند. بخش‌های غربی ارمنستان هم به یکی از شاهزادگان اشکانی، تیرداد سوم، داده شد. گرچه وبر از دانشنامه ایرانیکا معتقد است که تقسیم ارمنستان در این سال بسیار بعید بوده و این اتفاق در سال ۲۹۹ روی داده‌است.
پس از صلح با روم، بهرام یکی از شاهزادگان مهرانی، به نام میریان سوم را به برتخت پادشاهی ایبری (گرجستان) گماشت. در قفقاز، بهرام دوم با تأمین تاج و تخت ایبریا برای میریان سوم، نجیب‌زاده ایرانی از خاندان میران، اقتدار ساسانیان را تقویت کرد. این تصمیم احتمالاً به سیاست ساسانیان در قبال قفقاز بازمی‌گردد که قصد داشتند تا کنترل ایران بر راه‌های این مناطق را حفظ کنند. گفته شده که بهرام شخصاً به گرجستان رفت و تاج بر سر میریان گذاشت.
بهرام در سال ۲۹۳ درگذشت، اما پیش از آن به اوضاع مرزهای شرقی سر و سامان داد. او بهرام سوم، پسر و جانشینش، را به فرمانداری سیستان، با عنوان سکانشاه، انتخاب کرد. چند ماه بعد از این اتفاق، بهرام دوم درگذشت و زمانی که بهرام سوم در شرق بود، گروهی از اشراف ساسانی به سرکردگی بهنام، بدون اطلاع وی، در پارس او را شاهنشاه جدید انتخاب کردند. بهرام سوم تنها توانست چهار ماه حکومت کند و سپس توسط عمویش، نرسه، برکنار شد.

## روابط با کرتیر و سیاست‌های مذهبی

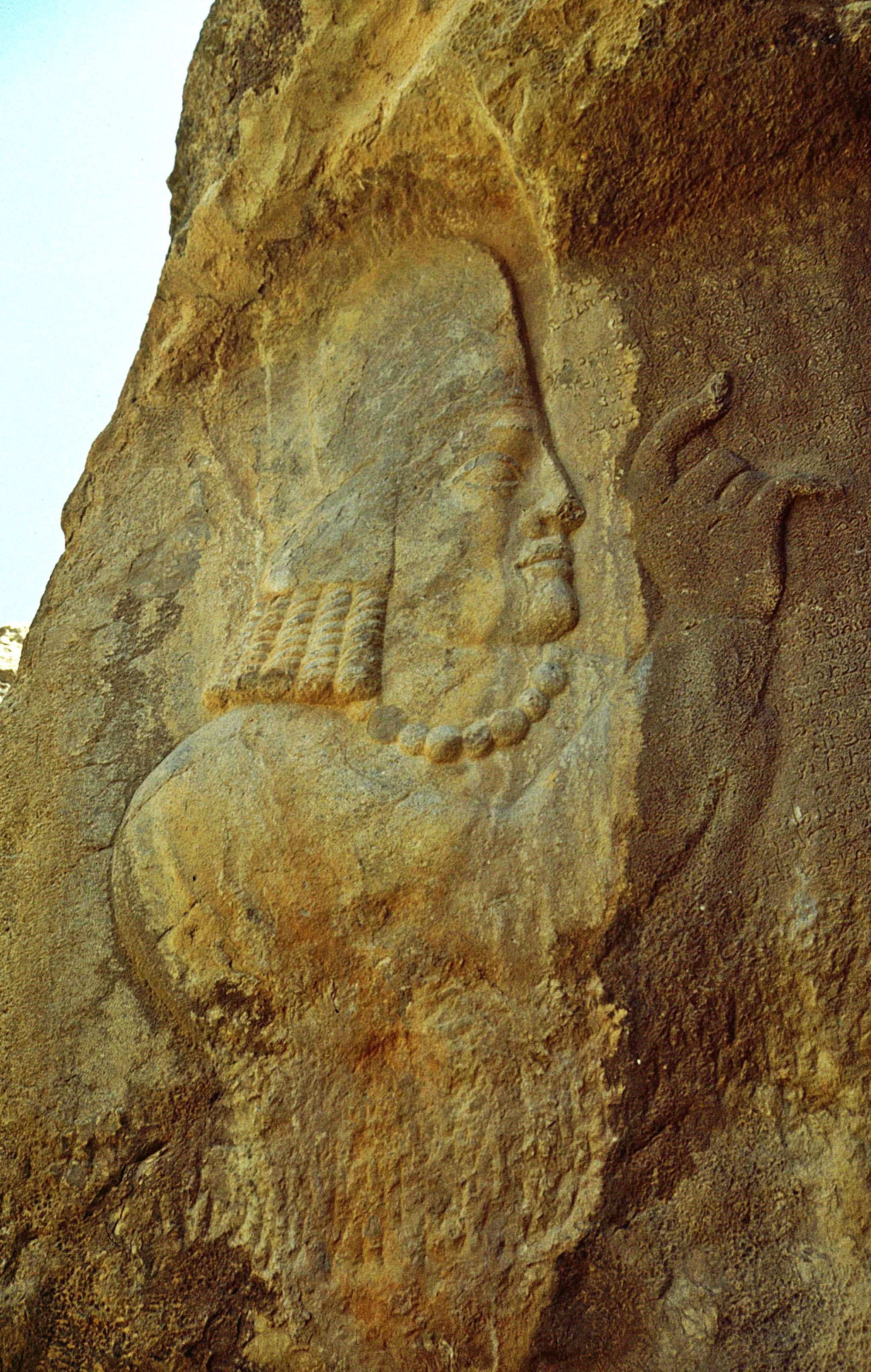
سنگ‌نگارهٔ کرتیر در سنگ‌نوشتهٔ نقش رجب

بهرام دوم، مانند پدرش، تحت تأثیر نفوذ کرتیر، موبدان موبد معروف بود. او به کرتیر اختیارات زیادی داد و حتی وی را به عنوان قاضی (دادور) بزرگ امپراتوری برگزید. کرتیر همچنین به عنوان نگهبان معبد آناهیتای پارس نیز انتخاب شد، عنوانی که پیش از این مختص شاهنشاهان ساسانی بود. از این زمان است که شاهنشاهان ساسانی تا حد زیادی اختیارات مذهبی خود را از دست می‌دهند و موبدان زرتشتی در مسائل دینی تا حد زیادی مستقل عمل می‌کنند. بهرام دوم همچنین به کرتیر اجازه داد تا غیر زرتشتی‌های شاهنشاهی ساسانی را مورد آزار و اذیت قرار دهد.
این شاهنشاه همچنین اهمیت زیادی به ایزد هم نامش، یعنی ایزد پیروزی بهرام می‌داد. او این نام را بر پسر و جانشینش نهاد و همچنین تاجش را به شکل بال‌های این ایزد طراحی کرد.

## میراث
در دوران سلطنت بهرام دوم، هنر در ایران ساسانی به ویژه در تصویر شاه و درباریان شکوفا شد. او اولین و تنها شاه ساسانی است که نقش یک زن بر روی سکه‌هایش تصویر شده‌است، به غیر از بوران‌دخت، ملکه ساسانی قرن هفتم (حک. ۶۳۰–۶۳۰, ۶۳۱–۶۳۲). متیو پی‌کانپا، مورخ معاصر، بهرام دوم را شاه نسبتاً ضعیفی در عرصه سیاست می‌نامد که کاستی‌های او به کرتیر اجازه می‌داد تا برخی از اختیارات سلطنت را به دست گیرد. اما از نظر نظامی، بهرام دوم بسیار موفق بود. او به آشوب‌های خوزستان و شرق پایان داد و رومیان را از میان‌رودان بیرون راند.

## سکه‌شناسی
بهرام دوم نخستین شاهنشاه ساسانی بود که تصویر همسر و فرزندش را بر روی سکه‌ها ضرب کرد. تورج دریایی از این می‌گوید که علاقه بهرام در به‌تصویر کشیدن خانواده‌اش بر روی سکه‌ها و سنگ‌نگاره بسیار جالب است.

سکه‌های بهرام دوم چهارگونه‌اند. نخست با تصویر او به تنهایی، دوم با تصویر او و همسرش شاپوردختک، سوم با تصویر او و جانشینش بهرام سوم و چهارم با تصویر او و همسر و جانشینش. مانند سایر سکه‌های ساسانی، بر روی دیگر سکه تصویر آتش مقدس دیده می‌شود.

سکه‌های بهرام دوم
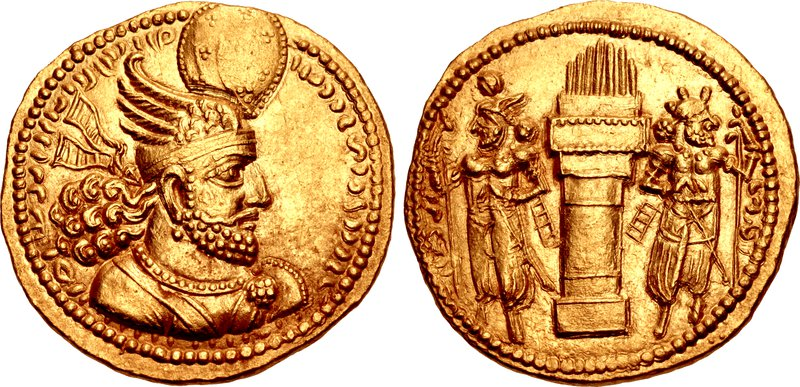
دنار بهرام دوم، ضرب هرات
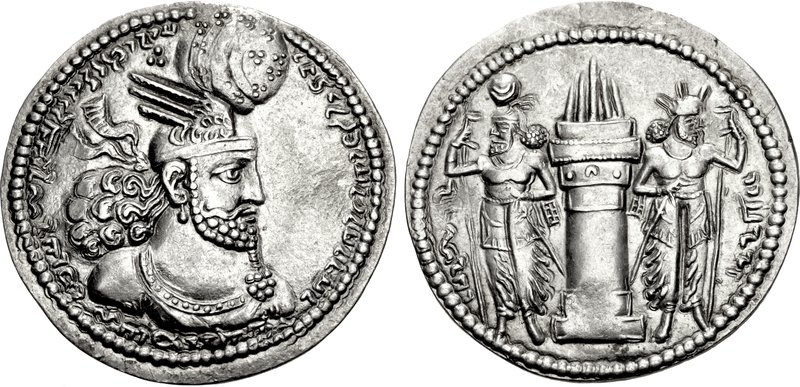
درخم بهرام دوم
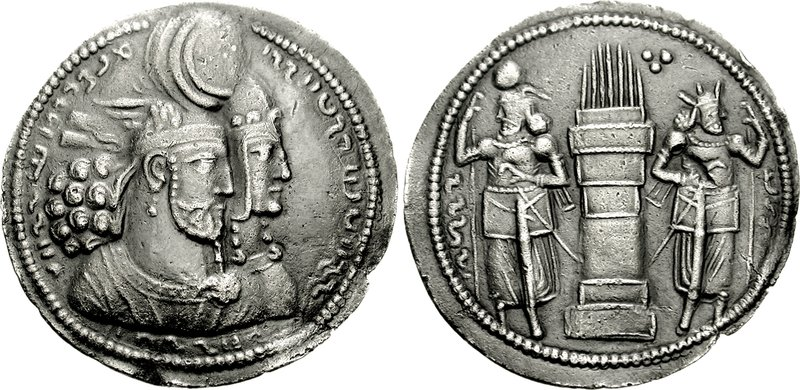
درخم بهرام دوم با نگاره همسرش
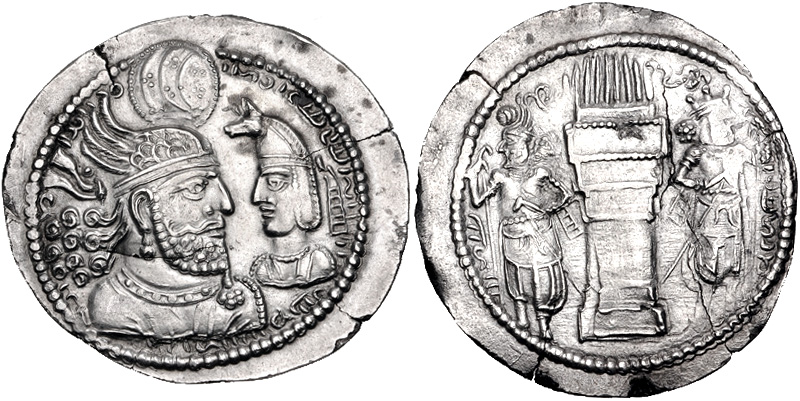
درخم بهرام دوم مزین به نگاره جانشینش؛ ضرب بلخ
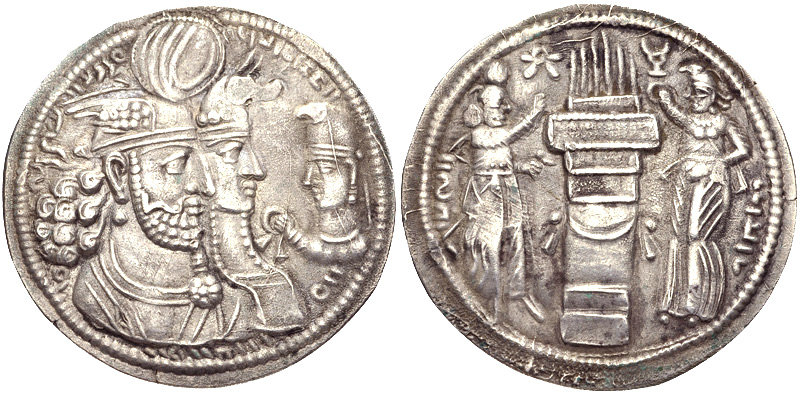
درخم بهرام دوم مزین به نگاره همسر و جانشینش

## نگارخانه

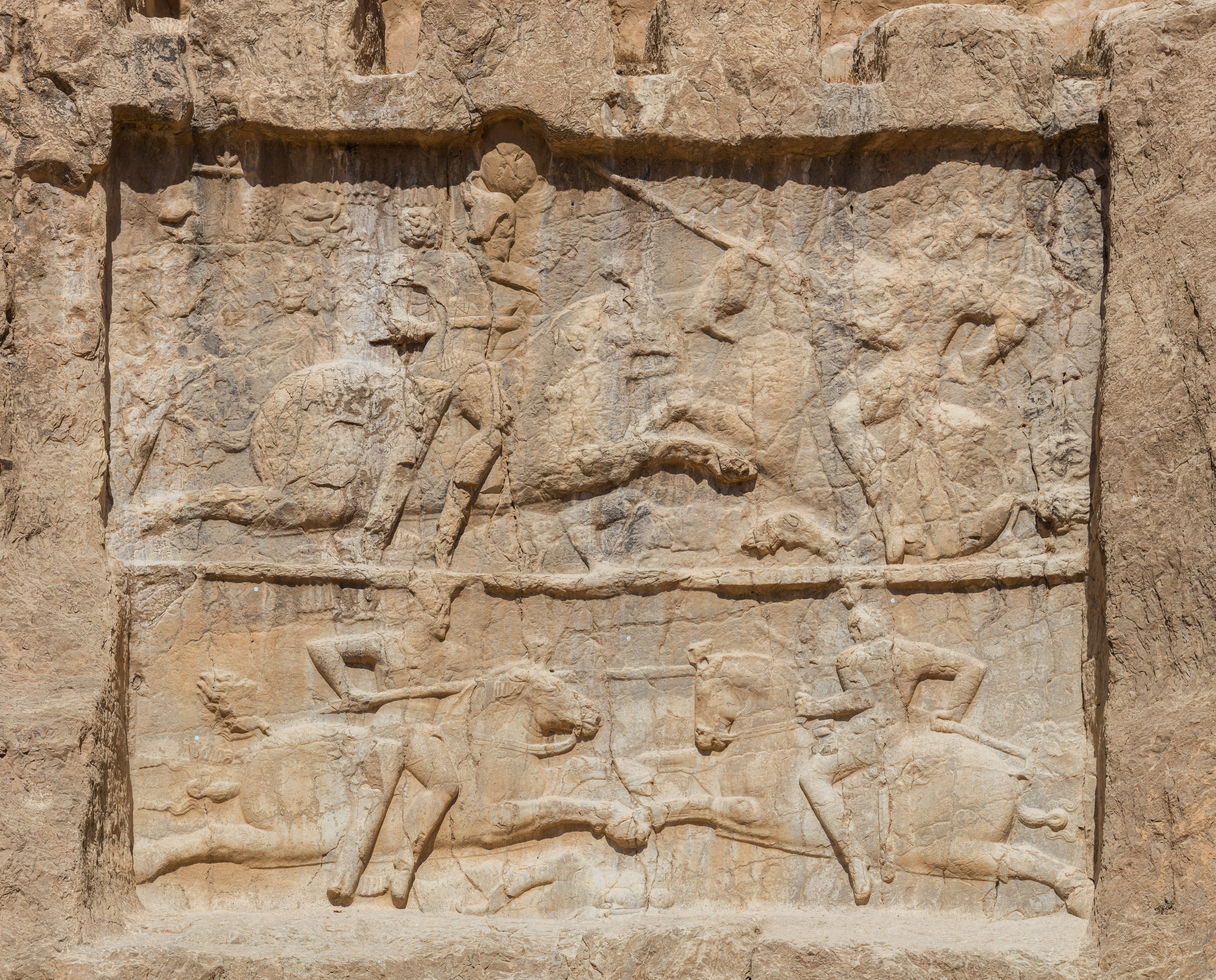
سنگ‌نگاره پیروزی بهرام دوم بر امپراتور روم کاروس در نقش رستم، شهرستان مرودشت
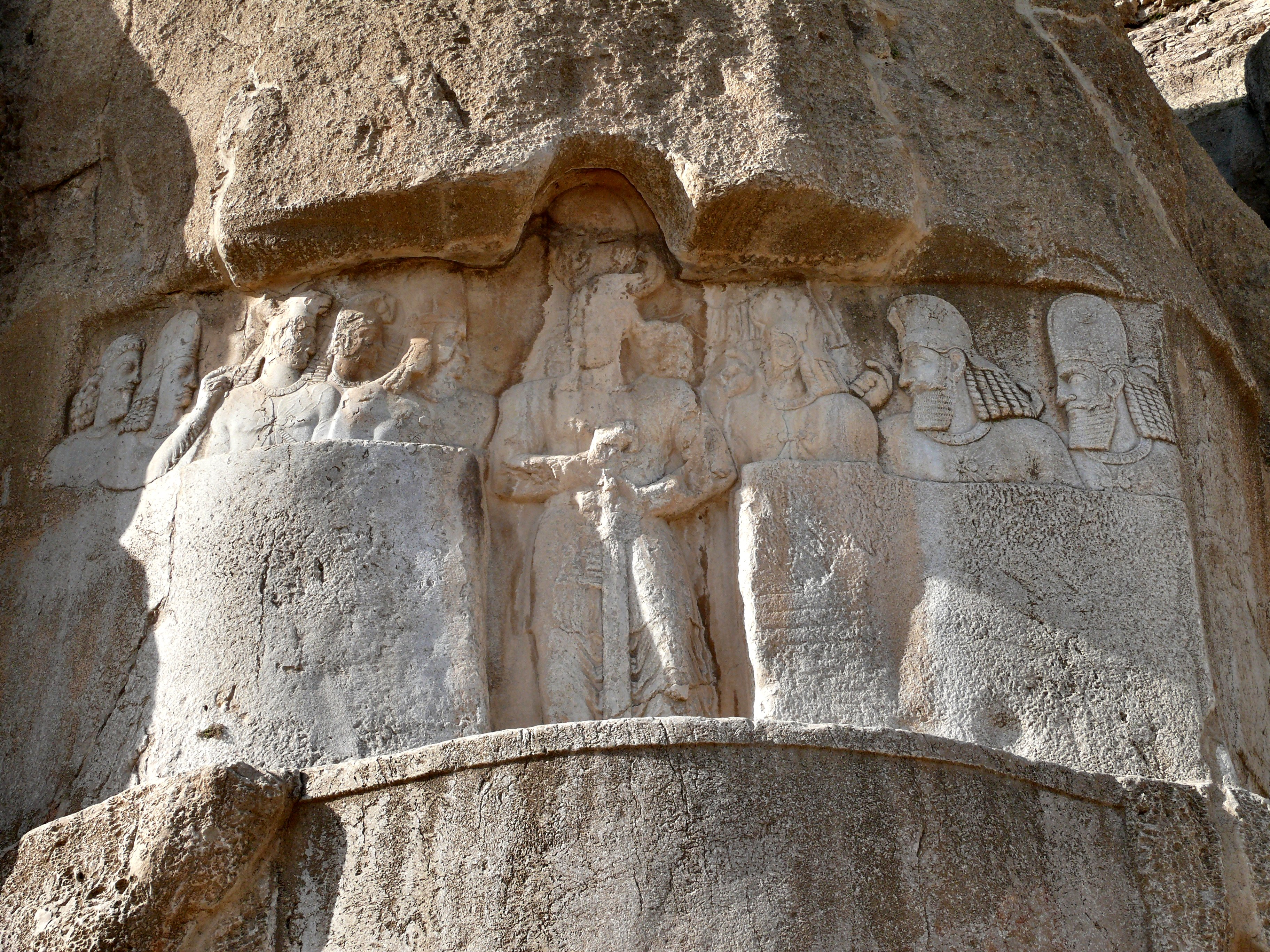
سنگ‌نگاره بهرام دوم و درباریان در نقش رستم، شهرستان مرودشت
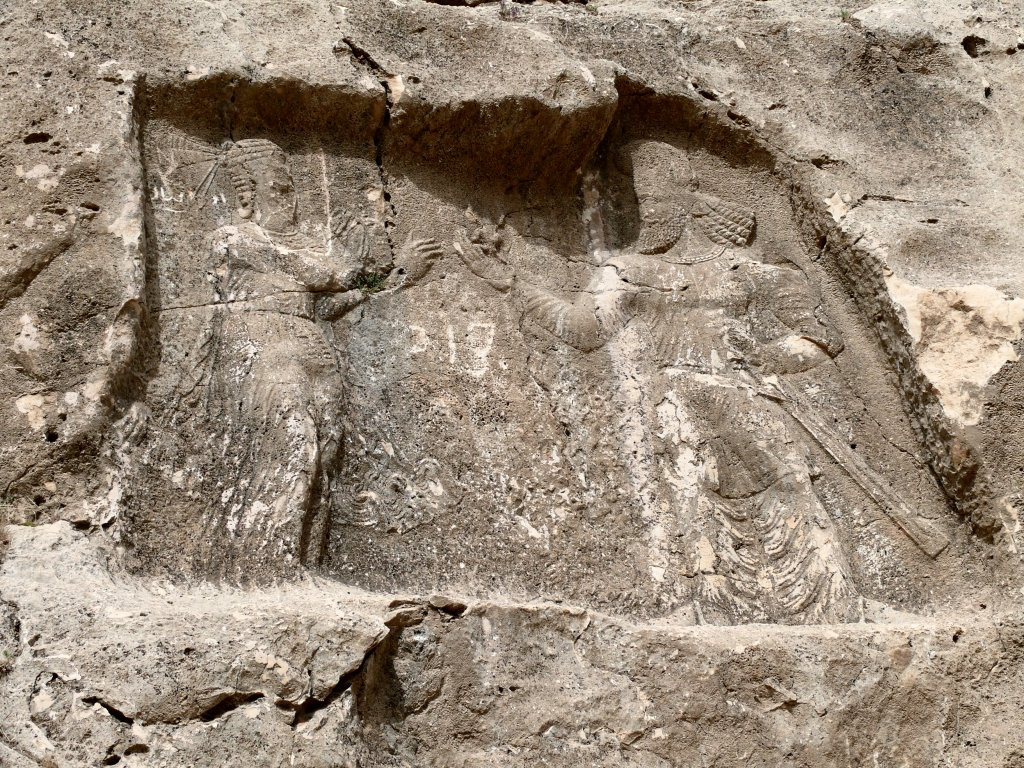
سنگ‌نگاره بهرام دوم در حال اهدای گل نیلوفر به همسرش شاپوردختک در برم‌دلک، شهرستان شیراز
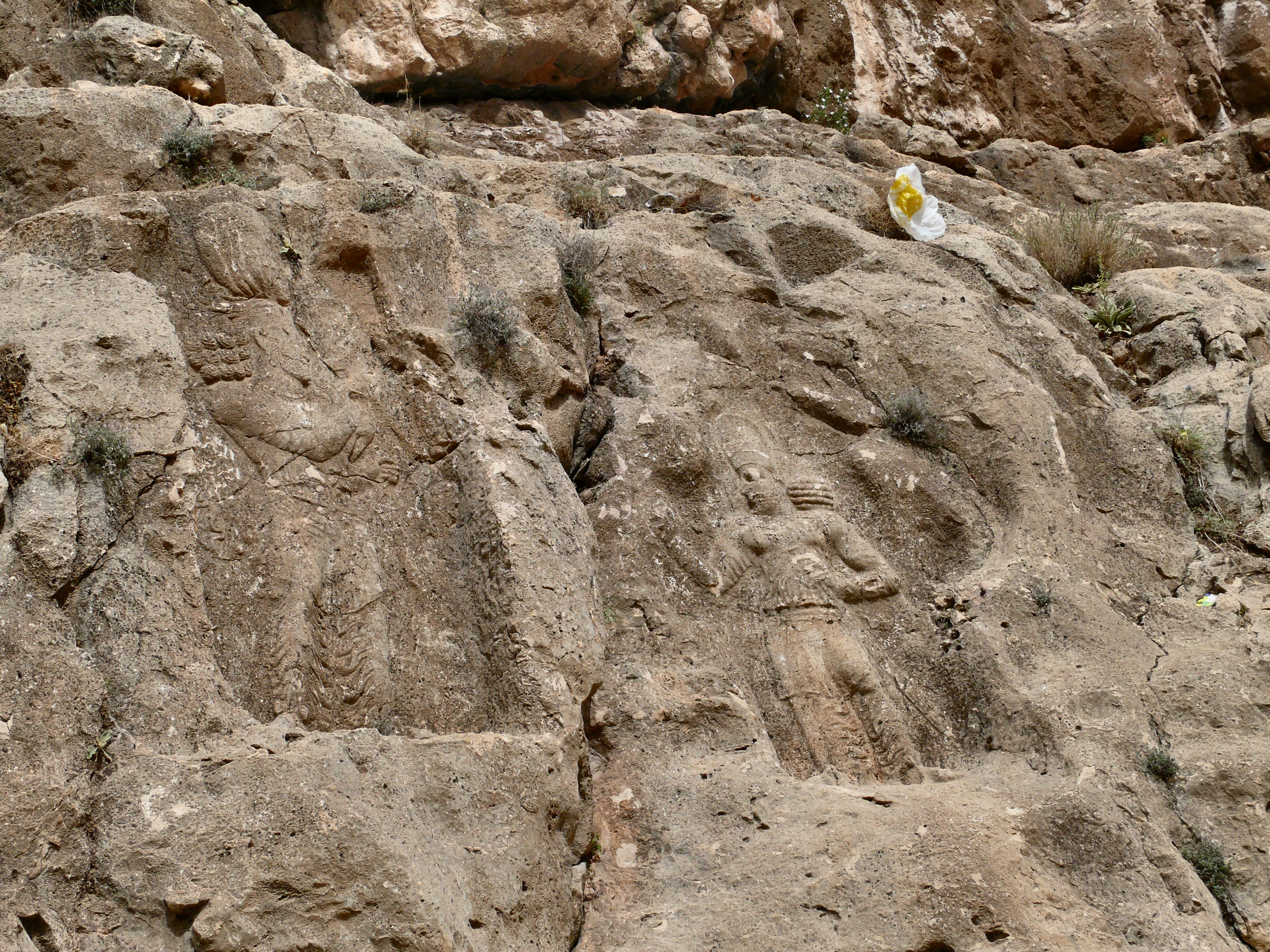
سنگ‌نگاره بهرام دوم در برم‌دلک، شهرستان شیراز
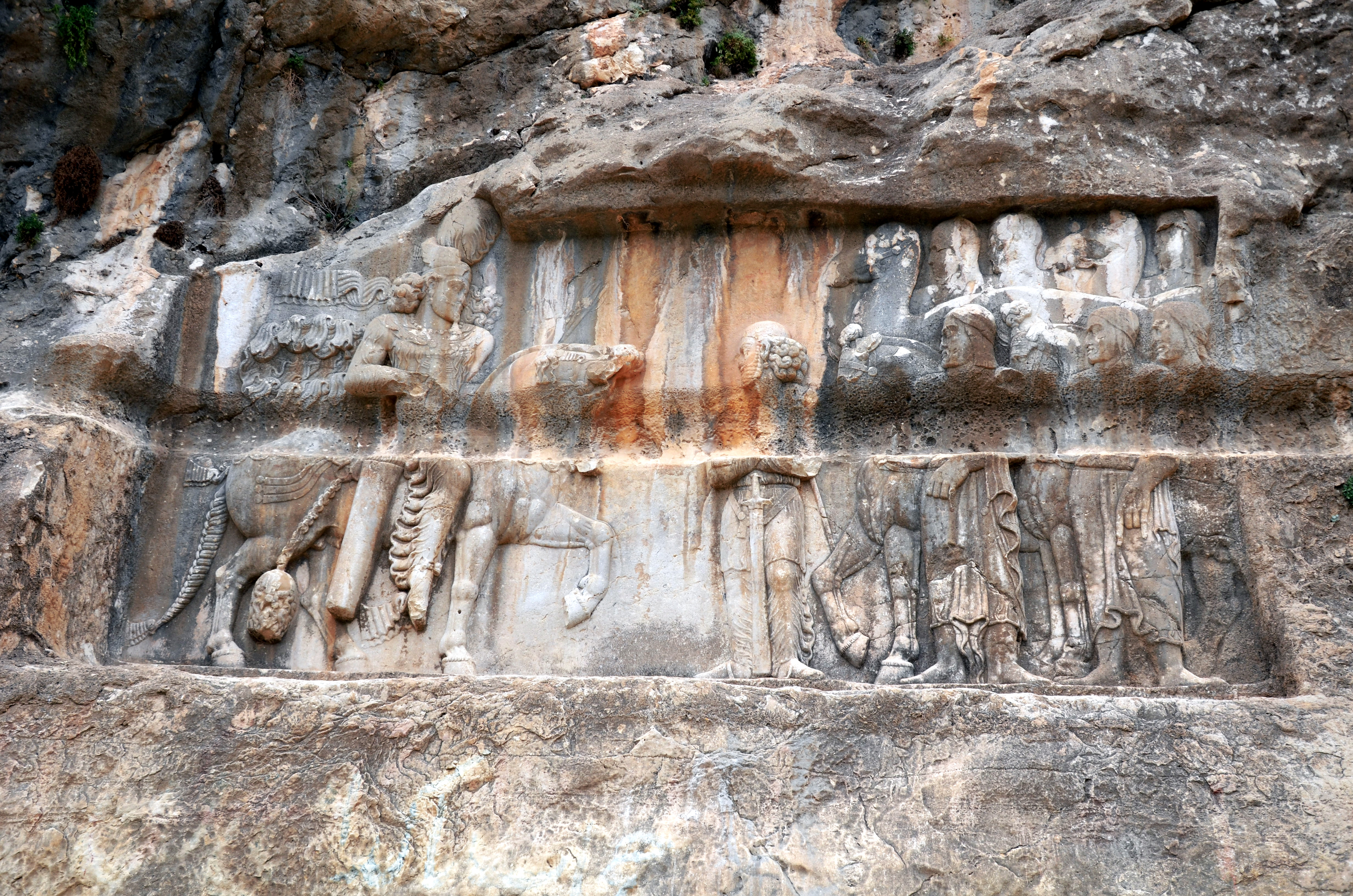
سنگ‌نگاره پیروزی بهرام دوم بر اعراب در بیشاپور، شهرستان کازرون
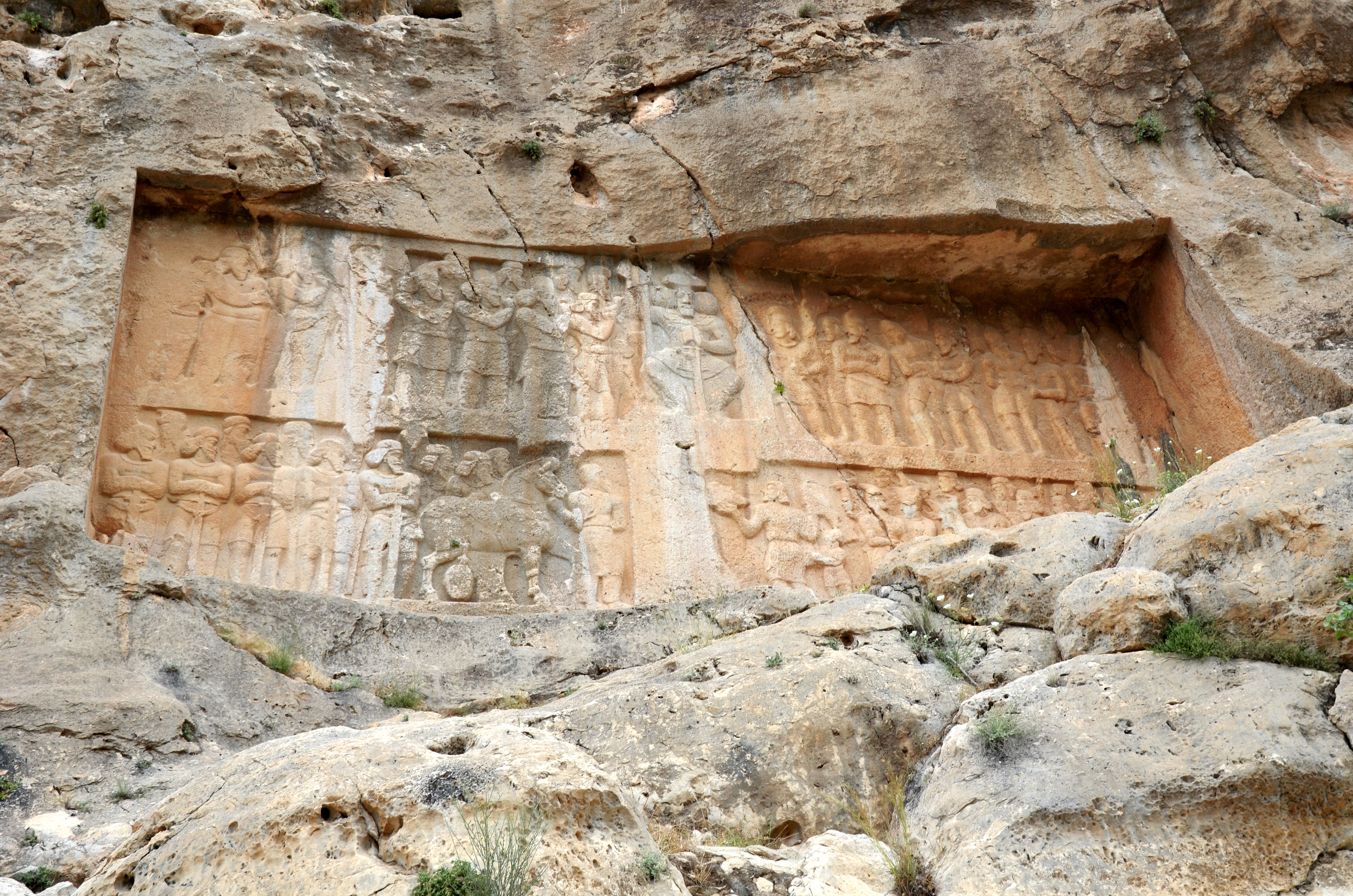
سنگ‌نگاره پیروزی بهرام دوم در بیشاپور، شهرستان کازرون
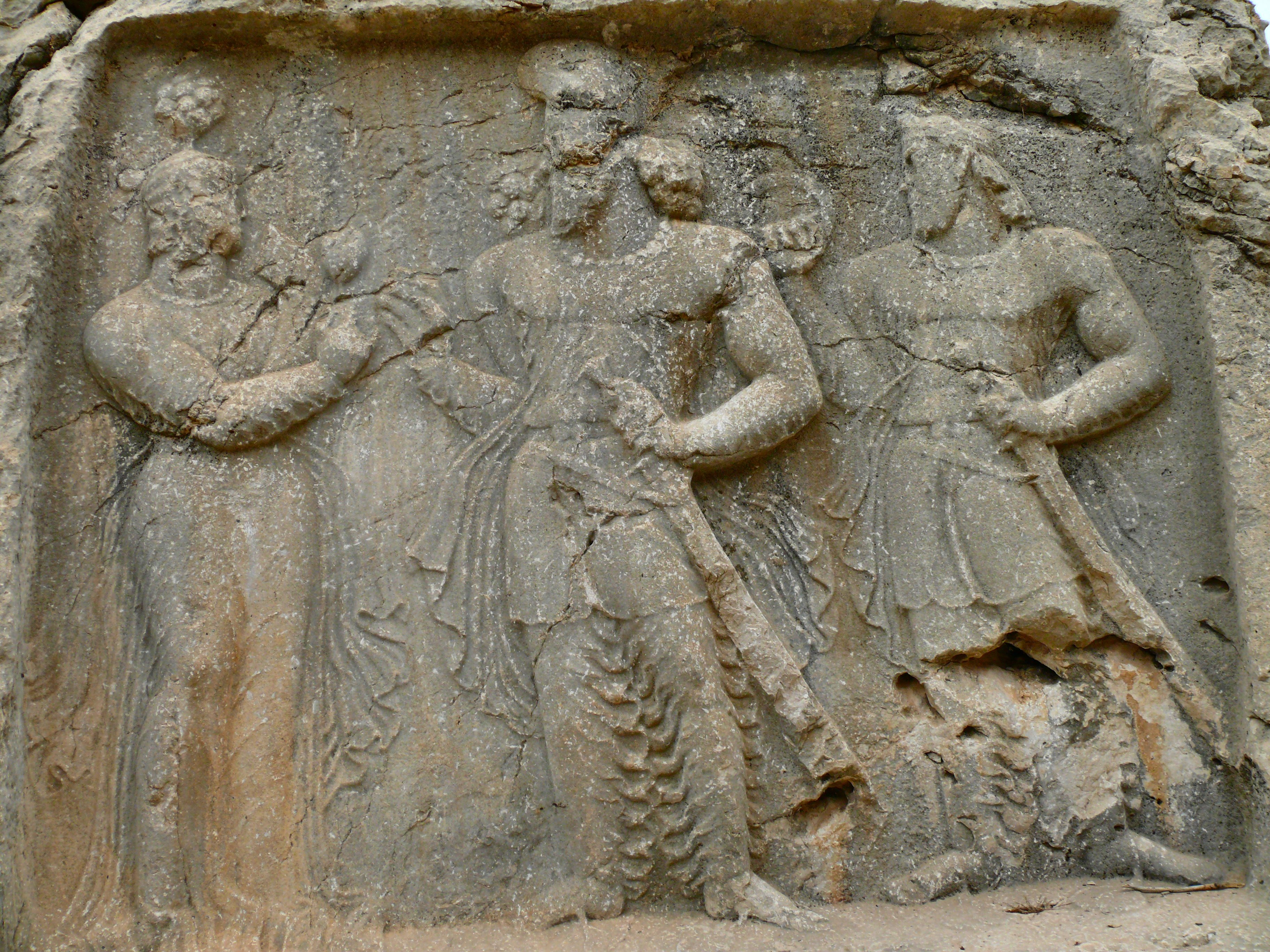
سنگ‌نگاره تنگ قندیل در قندیل، شهرستان کوه‌چنار
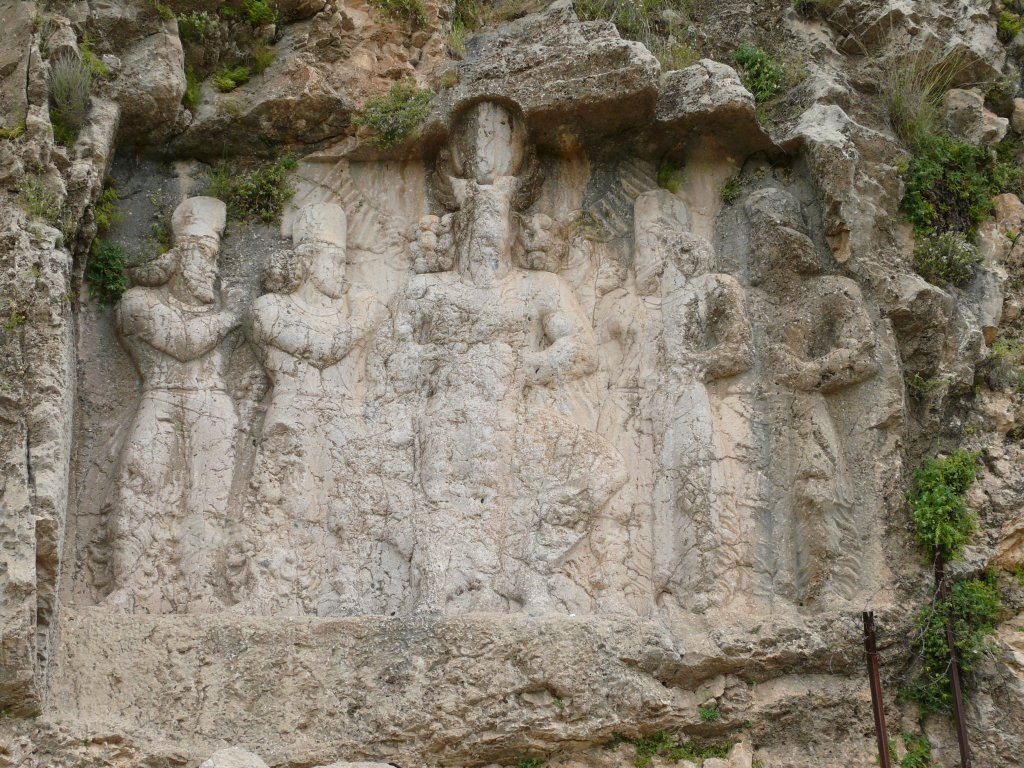
سنگ‌نگاره سراب بهرام در سراب بهرام، شهرستان ممسنی
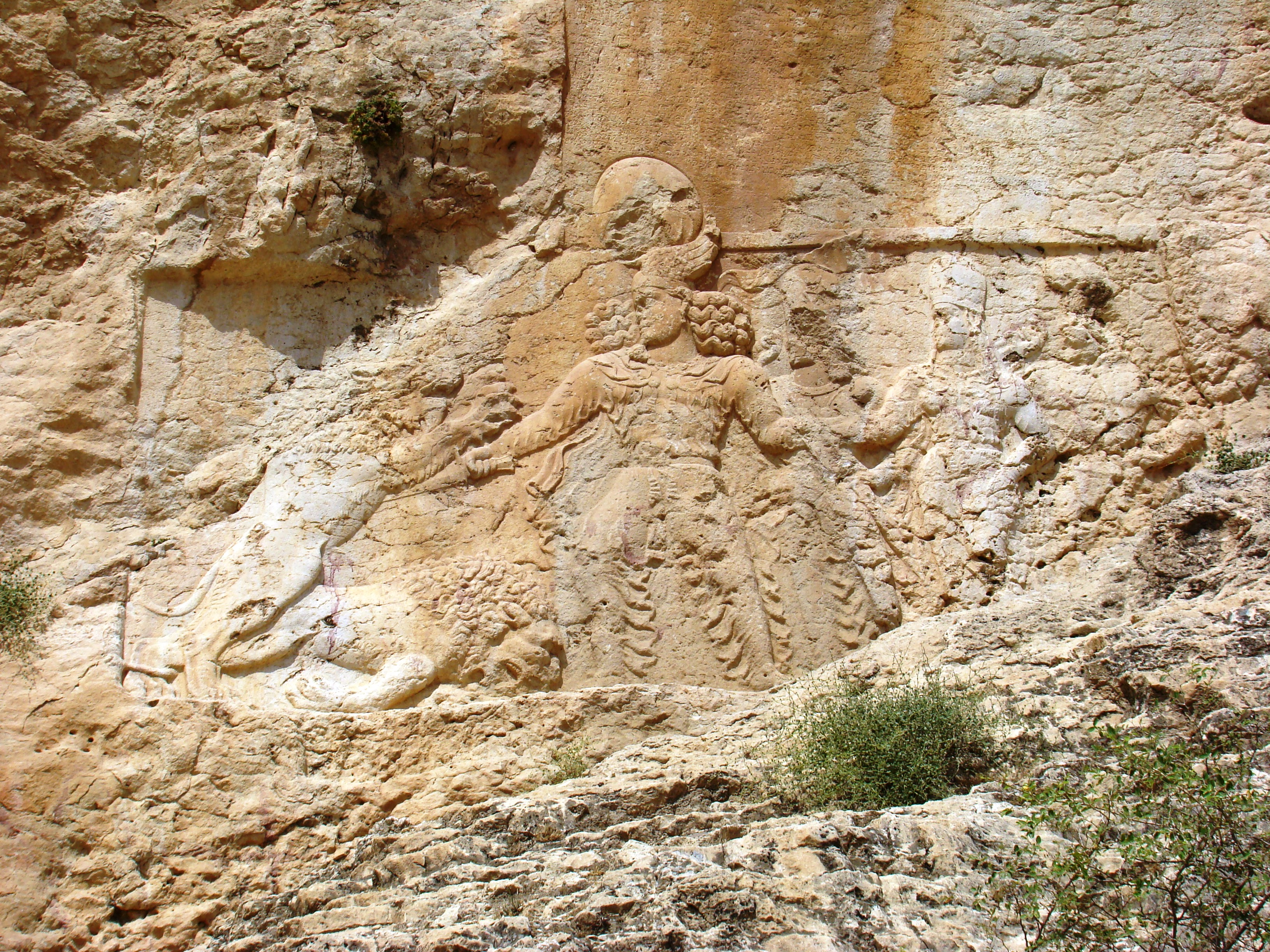
سنگ‌نگاره بهرام دوم در سرمشهد، شهرستان کازرون
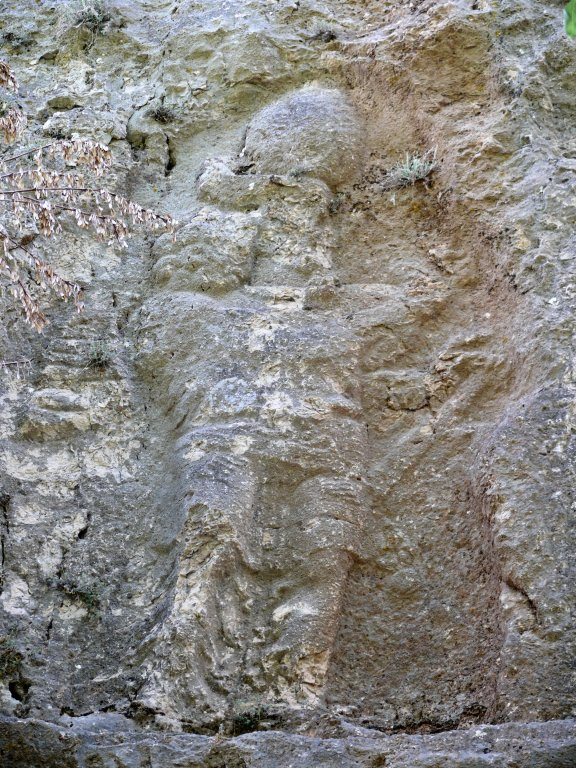
سنگ‌نگاره بهرام دوم در گویم، شهرستان شیراز